# Werenfried van Elst
Werenfried van Elst of Sint-Werenfridus (Duitsland, datum onbekend – Westervoort, 14 augustus 760) was een Engelse prediker en de patroonheilige van Elst. Hij predikte in de 7e en 8e eeuw na Chr. in de Betuwe het christendom, in het rijk van de Friese koning Radboud. Later is hij heilig verklaard.
Werenfridus maakte deel uit van het benedictijnerklooster van Rathmelsigi in Ierland. Hij ging rond 690 naar het land der Friezen en kreeg de taak om in het westelijk deel daarvan het evangelie te prediken. Werenfridus zetelde zich aanvankelijk in het huidige Wervershoof, waar zijn priesterwoning stond, maar trok later via Dorestad door naar de Betuwe en het gebied daaromheen, om ook daar de christelijke leer te verspreiden.
Werenfridus stierf op 14 augustus 760 in Westervoort en werd begraven in de kerk in Elst.

## Heiligverklaring
In ongeveer 925 werd het Werenfridusaltaar opgericht in de kerk van Elst. In hetzelfde jaar nam bisschop Balderik van Kleef de resten van Werenfridus' lichaam uit de sarcofaag in de crypte, identificeerde het lichaam en zette aldaar de relieken in een reliekschrijn.
De relieken van Werenfridus sneuvelden grotendeels tijdens een beeldenstorm in 1566. Theodoor van Eimeren wist nog enkele delen te redden en via Johannes Hollant over te brengen naar Theodoor Rijswijck uit Nijmegen, die op zijn beurt op zoek ging naar een veiligere plaats voor de heilige erfstukken. Uiteindelijk belandde het grootste deel van de relieken in Emmerik, maar die gingen daar verloren tijdens de Tweede Wereldoorlog. Wat er op dit moment nog over is, is een verbrand stuk bot in een zilveren reliekenhouder, met daarop een papiertje met de tekst Ossa Sancti Werenfridi. De officiële documenten die hierbij hoorden zijn eveneens verloren gegaan.
Werenfridus werd beschermheilige van Elst, van groentetuiniers en van mensen die aan jicht lijden. Bovendien wordt er vaak tot hem gebeden bij last van stijve gewrichten.

## Legende
Johannes de Beke verhaalde in de 14e eeuw dat Werenfried in 690 in het reisgezelschap van Willibrord mee was gekomen.
Volgende een legende werd Werenfridus' lichaam na zijn dood opgeëist door de inwoners van Westervoort en Elst, waar hij bij leven zelf had gezegd het liefst te willen worden begraven in Elst. Uiteindelijk werd, volgens de legende, besloten zijn lichaam op een onbemand bootje op de Rijn te leggen en het lot te laten bepalen waar Werenfridus' laatste rustplaats moest komen. Het bootje voer, tegen de stroom in, naar de Betuwe-oever. Er werd een tweede oordeel gevraagd: Werenfridus' lichaam werd op een ossenkar gelegd, die getrokken werd door jonge ossen, die nog nooit eerder een juk gedragen hadden. Ook zij wendden zich naar Elst en brachten het lichaam van de heilige tot bij de Elster kerk. Een andere versie meldt dat er twee jonge kalveren, waarvan de moeders in Westervoort stonden, voor de kar werden gespannen. Zonder aarzelen liepen de dieren echter naar Elst.

## Symbolieken, naamgevingen en verering

Het wapen van Elst. Verklaring: linksboven: Bisdom Utrecht, rechtsboven: Graafschap Gelre, onder: Doodskist van Sint Werenfridus

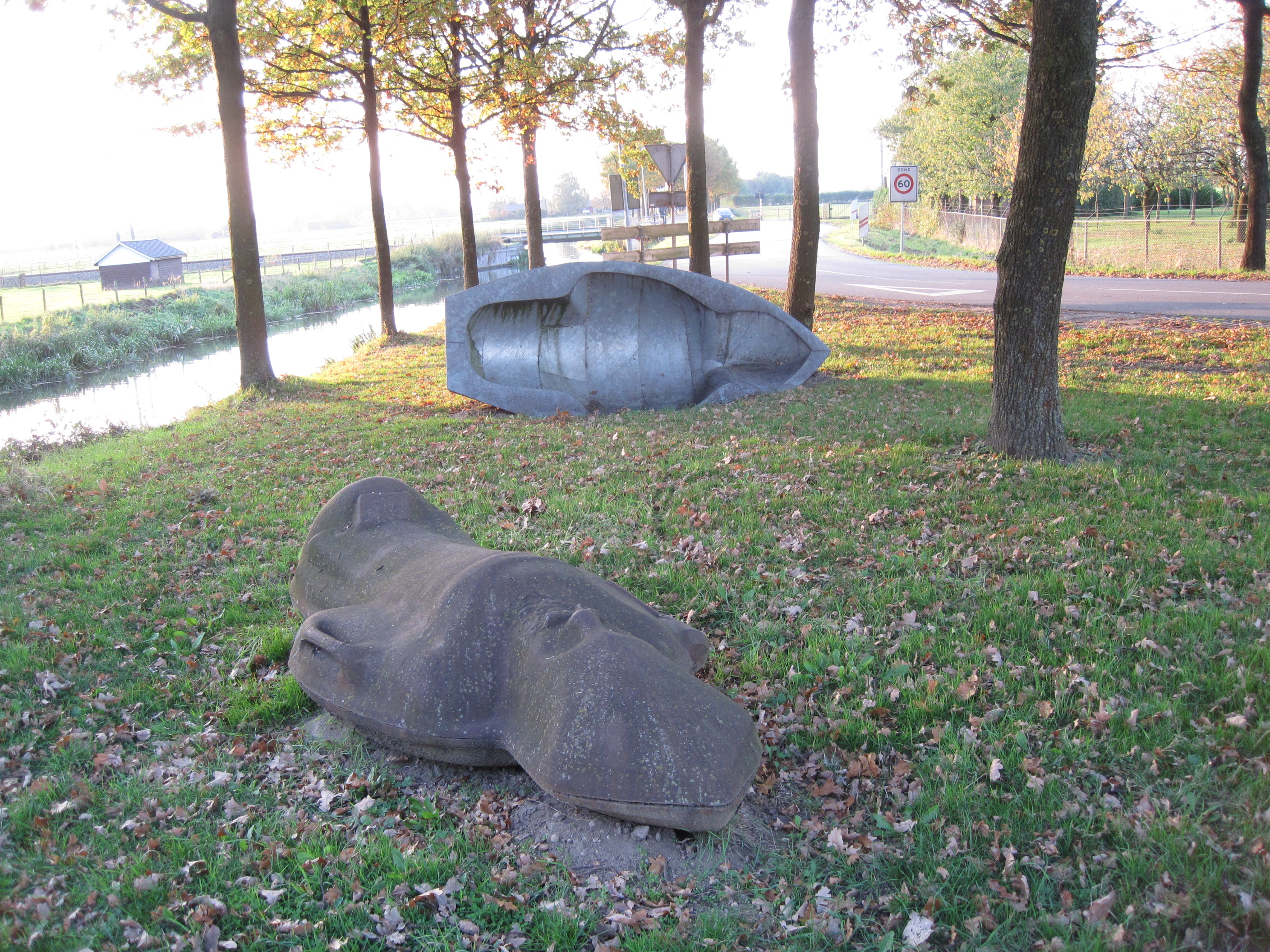
Beeld "Werenfridus" door Alphons ter Avest

De kerk waar Werenfridus oorspronkelijk begraven werd, heet sinds 1483 de Werenfriduskerk. In 1944 werd de oorspronkelijke Werenfriduskerk verwoest, maar na de Tweede Wereldoorlog werd de kerk herbouwd. Tegenwoordig is er onder de kerk een klein museum ingericht, omdat de kerk gebouwd blijkt te zijn op twee grote Gallo-Romeinse tempels. In dit museum is verder onder andere de sarcofaag te vinden waarvan wordt gezegd dat Werenfridus erin begraven lag. Opvallend in de kerk zijn ook onder andere de preekstoel, waarin de afbeelding is ontworpen van een bisschop die met gebeente van Werenfridus een jichtlijder geneest.
Bovendien staan er vier stenen sculpturen van Werenfridus in het voorportaal van de kerk. Nabij deze kerk ligt de basisschool 'Sunte Werfert', wat een verbastering is van Sint Werenfried.
Op het wapen van Elst is het bootje te herkennen dat volgens de legende Werenfridus na zijn dood naar die plaats voer. Naast de Rijksweg (op de kruising met de weg langs de Linge) ligt een, er op het eerste gezicht als een roestige mummie uitziend, beeld van de heilige Werenfridus die uit z'n bootje is gevallen.
Van Wervershoof wordt gezegd dat de naam afkomstig is van Werenfridus (als in Werenfridus' hoeve). Sunte Werfert, de Oudbetuwse benaming voor Sint Werenfridus is de naam van een basisschool in Elst. In Hoorn (Noord-Holland) werd in 1948 een middelbare school opgericht die de naam Sint Werenfridus Lyceum droeg. In Elst is een scoutinggroep naar de heilige vernoemd. Westervoort kent naast de katholieke Sint-Werenfridusparochie (met Sint-Werenfriduskerk) ook een Protestantse Gemeente met de naam Werenfried. Ook kent Westervoort een St. Werenfriduslaan en had het een St. Werenfridusschool (thans De Brug). Enkele Sint-Werenfriduskerken: Sint-Werenfriduskerk in Workum en Sint-Werenfriduskerk in Zieuwent.